# ناتانیل بازولیک
ناتانیل «نیت» بازولیک (به انگلیسی: Nathaniel Buzolic) (زاده ۴ اوت ۱۹۸۳) یک بازیگر استرالیایی است. او مجری برنامه مسابقه تلویزیونی شبانه نعنا در شبکه نه بود و نقشی منظم در سریال بی‌بی‌سی خارج از آبی (۲۰۰۸) داشت. او همچنین یکی از مجریان برنامه آموزشی Weather Ed در کانال آب و هوا بود. او همچنین برای بازی در نقش کول مایکلسون در سریال خاطرات خون‌آشام و اسپین‌آف آن سریال اصیل‌ها شناخته می‌شود. 

## زندگی حرفه ای
ناتائیل بازولیک در سال ۲۰۰۵ مجری برنامهٔ کودک شبکه دیزنی «دیزنی استودیو»، در سال ۲۰۰۸ نیز مجری مسابقهٔ شبانهٔ شبکه ۹ تلویزیون The Mint (نعنا) بود. وی همچنین در سال ۲۰۰۸ به عنوان نقش اصلی در سریال شبکه بی‌بی‌سی، خارج از آبی نقش پاول اودانل را ایفا کرده‌است.

## فیلم‌ها
| سال          | نام فیلم                    | نقش              | یادداشت                            |
| ------------ | --------------------------- | ---------------- | ---------------------------------- |
| ۲۰۰۲         | خانه و دوری                 | پاول چملرز       | ۱ اپیزود                           |
| ۲۰۰۳         | پرستاران                    | دیمن لوید        | اپیزود Friends in Need             |
| ۲۰۰۵         | اعمال کثیف                  |                  | فیلم کوتاه                         |
| ۲۰۰۷         | بهترین روز زندگی من تا بحال | مربی             | فیلم کوتاه                         |
| ۲۰۰۷         | خشم جاده                    | رانندهٔ جوان      | فیلم کوتاه                         |
| ۲۰۰۸         | خارج از آبی                 | پاول اودانل      | شخصیت اصلی                         |
| ۲۰۰۹         | انتخاب چندگانه              | تامی             | فیلم کوتاه                         |
| ۲۰۱۰         | سوزن                        | رایان            | فیلم                               |
| ۲۰۱۰         | پلیس ال ای سی               | جرید             | اپیزود A Veil of Tears             |
| ۲۰۱۴ تا ۲۰۱۵ | دروغ‌گوهای کوچک زیبا         | دین استراوس      | ۴ اپیزود                           |
| ۲۰۰۹ تا ۲۰۱۴ | خاطرات خون‌آشام              | کول مایکلسون     | ۱۰ اپیزود                          |
| ۲۰۱۳ تا ۲۰۱۸ | اصیل‌ها                      | کول مایکلسون     | (فصل ۱ و ۲: دوره ای) (فصل ۳: اصلی) |
| ۲۰۱۴         | اصیل‌ها: بیداری              | کول مایکلسون     | نقش اصلی                           |
| ۲۰۱۴         | سوپرنچرال                   | دیوید لاسیتر     | اپیزود Bloodlines                  |
| ۲۰۱۴         | سوپرنچرال: تبار خونی        | دیوید لاسیتر     | نقش اصلی                           |
| ۲۰۱۵         | استخوان‌ها                   | هانتر الیس       | اپیزود The Teacher in the Books    |
| ۲۰۱۵         | مادر قابل توجه              | جیمی بارنز       | شخصیت اصلی                         |
| ۲۰۱۶         | ستیغ اره‌ای                  | هارولد داس       | فیلم                               |
| ۲۰۱۹         | نجات زویی                   | جیسون            | فیلم                               |
| ۲۰۲۰         | دریای آبی عمیق ۳            | دکتر ریچارد لاول | فیلم                               |